# Someone's Coming
Pistes de The Who Sell Out
Melancholia Jaguar
Someone's Coming est une chanson du groupe britannique The Who de 1967, parue sur les titres bonus de l'album The Who Sell Out en 1995.

## Caractéristiques
Cette chanson, comme d'autres composées par John Entwistle, présente des arrangements de cuivres. La section rythmique est assez en retrait. C'est la première fois que Roger Daltrey chante une chanson composée par le bassiste.

Les paroles semblent traiter d'un homme qui est obligé de voir sa fiancée en cachette. En effet, la jeune fille est surveillée par ses parents et doit user de ruses subtiles pour pouvoir sortir. Le compositeur a dit ceci de cette chanson:
« Someone's Coming a été écrite à propos du temps où j'ai commencé à sortir avec ma future femme. Elle avait quatorze ans et j'étais toujours à l'école, et nous avions ce genre de problèmes. »
La fin de la chanson, conformément au reste de l'album présente une publicité parodique. Il s'agit ici d'un jingle vantant les mérites de John Mason, un vendeur de voitures londonien. On raconte que le groupe avait composé cette publicité dans l'espoir d'obtenir des voitures gratuites de la part de Mason. Le jingle utilise le thème du Le Pont de la rivière Kwaï, composé par Malcolm Arnold.